# 自治医科大学とちぎ子ども医療センター
自治医科大学とちぎ子ども医療センター（じちいかだいがくとちぎこどもいりょうせんたー、英語: Jichi Children's Medical Center Tochigi）は、栃木県下野市にある学校法人自治医科大学が運営する病院である。

## 概要
- 大学病院併設型の小児病院であり、初診受診には医療機関からの紹介状を必要とする科が多い。
- 開設時の病床は135床（本館小児病棟から87床移設し48床を増床した）
- 長期入院が見込まれ、学習意欲がある小学生や中学生の教育の場として、栃木県立岡本特別支援学校おおるり分教室がセンター内に設置されている。
- 20歳未満の長期入院患者に付き添う保護者のほか遠方からの20歳未満の通院患者とその家族のために、宿泊施設ドナルド・マクドナルド・ハウスとちぎが近隣に設置されている。

### 理念
```
安心できる質の高い専門医療を提供します。
子どもと家族の明日への希望を支えます。
小児医療の人材を育成し小児医療の進歩に貢献します。
```

## 沿革
- 2004年（平成16年）6月1日 - とちぎ子ども医療センター開設準備本部を設置。
- 2006年（平成18年）
  - 9月19日[4] - 「自治医科大学とちぎ子ども医療センター」開設。
  - 11月1日 - 小児リハビリテーション部を設置。
- 2007年（平成19年）4月1日 - 小児泌尿器科、小児整形外科、小児脳神経外科を開設。
- 2015年（平成27年）- 小児形成外科、小児移植外科、小児歯科口腔外科を開設。
- 2021年（令和3年）9月 - 生後7か月未満を対象年齢とする「頭のかたち外来」を開設[5]。

## 診療科
- 小児科
- 小児外科
- 小児形成外科
- 移植外科
- 小児脳神経外科
- 小児・先天性心臓血管外科
- 小児整形外科
- 小児泌尿器科
- 子どもの心の診療科
- 小児耳鼻咽喉科
- 小児歯科口腔外科
- 小児画像診断部
- 小児手術・集中診療部
- 小児リハビリテーション部
- 子ども医療センターボランティア室

## 交通アクセス
- JR東日本宇都宮線「自治医大駅」東口より徒歩約15分又は関東自動車（路線バス）「自治医大附属病院」行きで約5分終点下車[6]